# Літчфілд (Нью-Йорк)
Літчфілд (англ. Litchfield) — місто (англ. town) в США, в окрузі Геркаймер штату Нью-Йорк. Населення — 1444 особи (2020).

## Демографія
Згідно з переписом 2010 року, у місті мешкало 1513 осіб у 566 домогосподарствах у складі 436 родин. Було 713 помешкання
Расовий склад населення:
| - 98,1 % — білих - 0,4 % — чорних або афроамериканців - 0,1 % — азіатів |

До двох чи більше рас належало 1,1 %. Частка іспаномовних становила 1,1 % від усіх жителів.
За віковим діапазоном населення розподілялося таким чином: 23,4 % — особи молодші 18 років, 64,1 % — особи у віці 18—64 років, 12,5 % — особи у віці 65 років та старші. Медіана віку мешканця становила 42,2 року. На 100 осіб жіночої статі у місті припадало 105,0 чоловіків;  на 100 жінок у віці від 18 років та старших — 102,3 чоловіків також старших 18 років.
Середній дохід на одне домашнє господарство  становив 63 407 доларів США (медіана — 57 644), а середній дохід на одну сім'ю — 73 250 доларів (медіана — 63 750). Медіана доходів становила 41 538 доларів для чоловіків та 46 250 доларів для жінок. За межею бідності перебувало 9,2 % осіб, у тому числі 6,0 % дітей у віці до 18 років та 9,6 % осіб у віці 65 років та старших.
Цивільне працевлаштоване населення становило 710 осіб. Основні галузі зайнятості: освіта, охорона здоров'я та соціальна допомога — 32,5 %, науковці, спеціалісти, менеджери — 11,0 %, сільське господарство, лісництво, риболовля — 9,2 %, виробництво — 8,9 %.